# Malcolm Sargent
Sir Harold Malcolm Watts Sargent (Ashford, Anglia, 1895. április 29. – Anglia, 1967. október 3.) angol karmester, orgonista, zeneszerző. A jelentős angol zenekarok vezetése mellett – Hallé Zenekar, Londoni Filharmonikus Zenekar, BBC Szimfonikus Zenekar, Royal Filharmonikus Zenekar - Angliában a vokális zene kiemelkedő személyisége volt.

## Élete
Sargent 16 évesen orgonistaként szerzett diplomát (Royal College of Organists), pályája kezdetén Leicestershireben a St. Mary's Church, Melton Mowbray templom orgonistája, majd huszonévesen Anglia legfiatalabb doktori fokozattal rendelkező zenésze lett.
Robert Mayer gyerek koncertjeinek vezető karmestere, majd 1929-ben a Courtauld-Sargent népszerű koncertek létrehozója. Számos angol opera társulatnál karmester (British National Opera Company, D'Oyly Carte Opera Company).
Sir Thomas Beecham felkérésére 1932-ben részt vett a Londoni Filharmonikus Zenekar felállításában, az angol zenekaroknál törekedett egy magasabb zenei színvonal elérésére, melyet egy 1936-ban készült interjújában meg is fogalmazott.
A II. világháború kitörésekor Ausztráliában tartózkodott, az ausztrál rádiótól (Australian Broadcasting Corporation) kapott ajánlatot visszautasította, inkább visszatért Angliába és elvállalta Manchesterben a Hallé Zenekar vezető posztját (1939 – 1942). Nem csak a koncert pódiumok ismert karmestere volt, de a BBC rádió népszerű talk show-inak szereplője is.
1945-ben Arturo Toscanini felkérésére az NBC Szimfonikus Zenekarral négy koncertet adott New Yorkban, főleg angol zeneszerzők műveivel a programon, a koncerten Walton Brácsaversenyének szólistája William Primrose volt, Elgar Hegedűversenyét Yehudi Menuhin játszotta.
A londoni promenád hangversenyek alapítója, Henry Wood halála után 1948-ban átvette a BBC által irányított fesztivál vezetését és vezetője maradt 1967-ben bekövetkezett haláláig. 1950-től a nyugdíjba került Sir Adrian Boult után a BBC Szimfonikus Zenekar vezetője lett, a BBC zenei vezetői és a zenekar tagjai is néha nehezen fogadták az angol gentlemant megtestesítő Sir Adrian Boult után Malcolm Sargent személyiségét, Sargent a zenekar vezető karmestere maradt 1957-ig.
Sargent az angliai koncertek mellett két koncert turnén vett részt Dél-Amerikában, valamint 1950-ben Buenos Airesben, Montevideóban, Rio de Janeiróban és Santiagoban koncertezett. Az 1960-as években a majdnem feloszlatott Royal Filharmonikus Zenekart segítette fennmaradásában.
Sir Malcolm Sargent 72 éves korában halt meg. Halála előtt két héttel még megjelent a BBC Promson, utódjától Colin Davistől átvéve a karmesteri pálcát és vezényelt a Proms záró koncertjén.

## Díjai
1947-ben Sargent megkapta a lovagi címet, több egyetem díszdoktorává választották (Oxford, Liverpool, Royal Academy of Music) és 1959-ben az egyik legjelentősebb angol zenei díjat, a Royal Philharmonic Society Arany medálját adományozták Sir Malcolm Sargentnek.

## Külső hivatkozások
- Malcolm Sargent az Encyclopedia Britannica honlapján
- Malcolm Sargent az Allmusic honlapján
- Malcolm Sargent a Bach Cantatas honlapján
- Analysis of Sargent's G&S tempi in the 1930s as compared with the 1960s
- Leicester Symphony Orchestra

## Fordítás
- Ez a szócikk részben vagy egészben  a   Malcolm Sargent című angol Wikipédia-szócikk ezen változatának fordításán alapul.  Az eredeti cikk szerkesztőit annak laptörténete sorolja fel. Ez a jelzés csupán a megfogalmazás eredetét és a szerzői jogokat jelzi, nem szolgál a cikkben szereplő információk forrásmegjelöléseként.